# Orgie

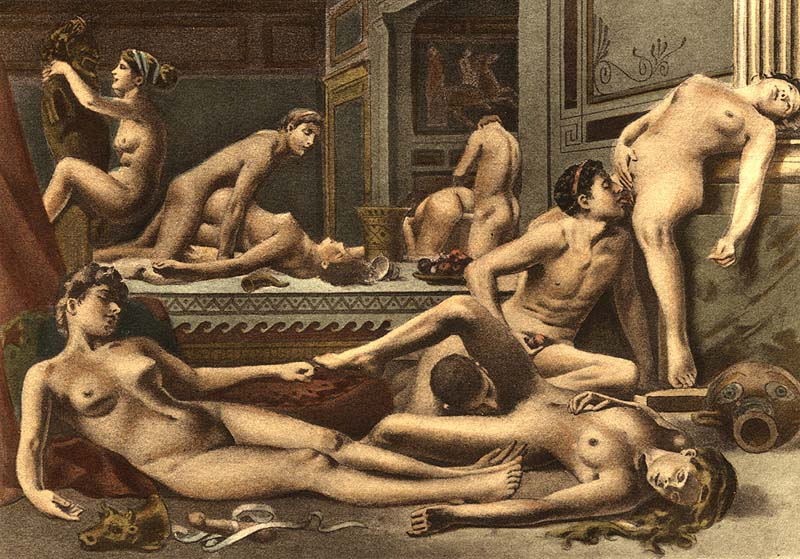
En orgie målad av Édouard-Henri Avril.

En orgie är en tillställning där fler än två personer tillsammans ägnar sig hämningslöst åt något. Det kan vara mat och dryck, men även annat. Termen kan användas för metaforiska uttryck för att indikera överflöd av något. En vanlig betydelse av begreppet är sexuella handlingar mellan flera personer samtidigt, även kallat gruppsex. Ordet har sitt ursprung i antikens Grekland, där en orgie, eller backanal, var en religiös rit som bestod av överflöd av mat, dryck och sex. 